# Кулалы
Кулалы — один из 5 островов, входящих в группу Тюленьих островов (Каспийское море). Протянулся на 22 км, длина 39 км, ширина 2 км, площадь 68 км². Рельеф низкий, в средней части восточного побережья песчаный. Растительность редкая. Рыбный промысел.
В начале XX века на острове велись тюленьи промыслы, в северной части острова стояли строения и амбары для хранения тюленьего жира. До 1950-х годов на острове существовал жилой посёлок рыбаков.
На севере острова функционирует метеостанция (существует с 1937 года, до 1990-х годов относилась к Астраханскому центру по гидрометеоорологии, ныне принадлежит Казгидромету) и пост технического наблюдения Пограничной службы КНБ РК.
На острове найдено поселение эпохи неолита.